# Station Wisches
Station Wisches is een spoorwegstation in de Franse gemeente Wisches.

## Treindienst
| Serie      | Treinsoort | Route                                                                                     | Bijzonderheden |
| ---------- | ---------- | ----------------------------------------------------------------------------------------- | -------------- |
| TER 831800 | TER (SNCF) | Strasbourg-Ville – Entzheim-Aéroport – Molsheim – Wisches – Rothau – Saint-Dié-des-Vosges |                |